# Kathedrale von Pasto
Die Kathedrale von Pasto (spanisch Catedral de Pasto) ist die Kathedrale des römisch-katholischen Bistums Pasto in der Stadt Pasto, Kolumbien.
Die Kathedrale steht unter dem Doppelpatrozinium der Heiligen Ezequiel Moreno y Díaz und Franz von Assisi. Sie wurde 1920 gebaut und ist ein Nationales Denkmal Kolumbiens.